# شب قهرمانان (۲۰۱۰)
شب قهرمانان (۲۰۱۰) (به انگلیسی: Night of Champions (2010)) یک رویداد غیر رایگان (Pay-Per-View) در کشتی حرفه‌ای می‌باشد که توسط کمپانی دبلیودبلیوئی تهیه می‌شود و این دوره اش هم در ۱۹ سپتامبر ۲۰۱۰ برگزار گردید. این سومین شب قهرمانان در تاریخ دبلیودبلیوئی می‌باشد. روال معمول این پی پر ویو به این صورت است که همه افرادی که صاحب کمربند هستند باید از کمربند خود دفاع کنند.

## فهرست مسابقات برگزار شده
| #                                                                               | نتیجه مسابقه                                                              | نوع مسابقه | زمان    |
| ------------------------------------------------------------------------------- | ------------------------------------------------------------------------- | --- | ------- |
| ۱D                                                                              | جان موریسون پیروز مقابل تد دیبیاسی                                        | مسابقه تک‌نفره | نامعلوم |
| ۲                                                                               | دالف زیگلر (c) (همراه با کیتلین و ویکی گررو) پیروز مقابل کوفی کینگستون    | مسابقه تک‌نفره بر سر قهرمانی کمربند بین قاره‌ای. اگر دالف زیگلر بیرون از رینگ پس از ۱۰ ثانیه‌ شمارش داور باقی می‌ماند او قهرمانی را از دست می‌داد. | ۱۲:۴۲   |
| ۳                                                                               | بیگ شو پیروز مقابل سی‌ام پانک                                              | مسابقه تک‌نفره | ۴:۴۳    |
| ۴                                                                               | دنیل براین پیروز مقابل د میز (c) (همراه با الکس رایلی) با سابمیشن         | مسابقه تک‌نفره بر سر قهرمانی کمربند ایالات متحده                                                                                               | ۱۲:۲۹   |
| ۵                                                                               | میشل مک‌کول (هم‌قهرمان کمربند زنان) پیروز مقابل ملینا (قهرمان کمربند دیواس) | مسابقه لامبرجیل بر سر یکی کردن قهرمانی کمربند زنان و قهرمانی کمربند دیواس                                                                     | ۶:۳۴    |
| ۶                                                                               | کین (c) پیروز مقابل آندرتیکر                                              | مسابقه بدون تساوی بر سر قهرمانی کمربند سنگین وزن جهان                                                                                         | ۰۶:۲۶   |
| ۷                                                                               | کودی رودز و درو مکینتایر پیروز مقابل ایوان بورن و مارک هنری               | مسابقه تگ تیم درهم بر سر قهرمانی کمربند تگ تیم دبلیودبلیوئی                                                                                   | ۱۱:۴۲   |
| ۸                                                                               | رندی اورتن پیروز مقابل شیمس (c)، وید برت، جان سینا، اج و کریس جریکو       | مسابقه شش نفره حذفی بر سر قهرمانی کمربند دبلیودبلیوئی                                                                                         | ۲۱:۲۸   |
| (c) – نشان‌دهنده قهرمان(هایی) است که به میدان می‌روند D - نشان‌دهنده مسابقه دارک‌مچ |                                                                           | |         |